# ITS Cup 2019
ITS Cup 2019 byl jedenáctý ročník tenisového turnaje v rámci ženského okruhu ITF World Tennis Tour. Turnaj probíhal mezi 15. až 21. červencem 2019 na otevřených antukových dvorcích areálu OMEGA centrum sportu a zdraví v Olomouci. 
Vítězkou dvouhry se stala 24letá česká tenistka Jesika Malečková. Na okruhu ITF si připsala osmý singlový titul a zároveň druhý na českém území. Deblovou soutěž ovládl český pár Anastasia Dețiuc a Johana Marková.

## Ženská dvouhra

### Nasazení
| Země                             | Hráč                  | WTA  | Nasazení |
| -------------------------------- | --------------------- | ---- | -------- |
| Česko                            | Lucie Hradecká        | 280. | 1.       |
| Ukrajina                         | Valerija Strachovová  | 292. | 2.       |
| Norsko                           | Ulrikke Eikeriová     | 294. | 3.       |
| Turecko                          | İpek Soyluová         | 306. | 4.       |
| Česko                            | Denisa Allertová      | 312. | 5.       |
| Slovensko                        | Zuzana Zlochová       | 364. | 6.       |
| Slovensko                        | Tereza Mihalíková     | 366. | 7.       |
| Itálie                           | Lucrezia Stefaniniová | 381. | 8.       |
| Žebříček WTA k 1. červenci 2019. |                       |      |          |

### Jiné formy účasti
Následující hráčky obdržely divokou kartu do hlavní soutěže:
- Natálie Augustinová
- Michaela Bayerlová
- Denisa Hindová
- Anna Sisková

Následující hráčky postoupily z kvalifikace:
- Petra Csabi
- Tayisiya Mordergerová
- Yana Mordergerová
- Anastasia Pribylová
- Nika Radišičová
- Chantal Škamlová
- Nikola Tomanová
- Darja Viďmanová

## Přehled finále

### Ženská dvouhra
- Jesika Malečková vs.   İpek Soyluová, 6–3, 6–4

### Ženská čtyřhra
- Anastasia Dețiuc /  Johana Marková vs.  Jesika Malečková /  Chantal Škamlová, 6–3, 4–6, [11–9]